# Enrico Russo
Enrico Russo (alias Amedeo Bellini) (Napoli, 1895 – Napoli, 1973) è stato un politico e sindacalista italiano.
Tra 1943 e il 1944 fu segretario della Confederazione Generale del Lavoro (la CGL rossa).

## Biografia
Nato nel 1895 a Napoli, lavorò come operaio metallurgico, impegnandosi presto nell'attività sindacale. Divenuto segretario della Federazione Italiana Operai Metallurgici (FIOM) di Napoli, si distinse durante il Biennio rosso. Iscritto al Partito Socialista Italiano (PSI), nel 1924 si separò con i cosiddetti terzini per aderire al Partito Comunista d'Italia. Fu l'ultimo segretario della Camera del Lavoro di Napoli, nonché della Federazione provinciale del PCd'I.
Nel dicembre 1926, in seguito alla condanna a tre anni e mezzo di confino, emigrò clandestinamente a Marsiglia dove, passato al Partito Comunista Francese, con Nicola Di Bartolomeo e Mario La Rocca fu membro del comitato regionale dei gruppi comunisti di lingua italiana. Espulso dalla Francia, trovò rifugio in Belgio dove, escluso dal PCd'I, aderì alla Frazione di sinistra del PCd'I, raggruppamento che si richiamava alle posizioni di Amadeo Bordiga, primo segretario del PCd'I. A nome della Frazione, firmò il 15 settembre 1930 il documento del Segretariato internazionale provvisorio dell'opposizione comunista “Sulle prospettive e sui compiti della rivoluzione cinese”. Nel 1931, pubblicò l'articolo La questione sindacale e la mano d'opera straniera (“Bollettino interno della Frazione di sinistra”, n. 2, aprile 1931) e, nel 1935, al Congresso della Frazione, presentò con Virgilio Verdaro e Piero Corradi la risoluzione, sostanzialmente approvata, con la quale il gruppo cessava di essere la “frazione di un partito passato definitivamente nei ranghi del nemico”.
L'anno dopo, con Mario De Leone, animò la tendenza favorevole all'intervento nella guerra di Spagna. Sul fronte di Aragona, assunse il comando della Columna Internacional Lenin del Partido Obrero de Unificación Marxista (POUM) e partecipò a significativi episodi bellici, assieme a Emilio Lionello, Giuseppe Morini e Gildo Belfiore. Contrario alla militarizzazione delle milizie volontarie (ossia alla loro subordinazione alle autorità governative), ritornò in Francia nel 1937 e aderì all'Union Communiste.
Allo scoppio della guerra (settembre 1939), fu arrestato a Bruxelles, dove viveva in grande miseria e internato nel campo francese di Saint-Cyprien, sulla costa mediterranea, vicino al confine spagnolo. Il 14 luglio 1940, fu consegnato ai fascisti italiani. Confinato alle Isole Tremiti, riebbe la libertà nel settembre 1943 e, recatosi a Napoli, in ottobre fu uno dei protagonisti della cosiddetta scissione di Montesanto, che per alcuni mesi divise il PCI. Svolse un importante ruolo nella rifondazione della Confederazione Generale del Lavoro (CGL rossa), di cui fu segretario e direttore del giornale “Battaglie Sindacali”, fino a quando, nel settembre 1944, il Partito Comunista Italiano (PCI), il Partito Socialista Italiano di Unità Proletaria (PSIUP) e la Democrazia Cristiana (DC) imposero il nuovo sindacato, la Confederazione generale italiana del lavoro (CGIL), in nome del Patto di Roma, che essi avevano siglato il 3 giugno 1944, costringendo la CGL rossa all'auto-scioglimento.
In seguito a questi avvenimenti, Enrico Russo rifiutò le cariche pubbliche che gli venivano proposte (tra cui il Ministero del Lavoro) e ruppe i rapporti con il PCI, accentuando i propri sentimenti anti-stalinisti. Passato allo PSIUP (nome che all'epoca aveva il PSI), poi con la scissione di palazzo Barberini (XXV Congresso dello PSIUP, 5-15 gennaio 1947), entrò nel Partito Socialista dei Lavoratori Italiani di Giuseppe Saragat e fece parte della sua direzione nazionale; dal 1952 il partito si trasforma in PSDI. Dal 1953 al 1955 diresse la rivista “Battaglia Socialista”. Morì a Napoli nel 1973.